# Школска књига
Школска књига једна је од највећих издавачких кућа у Хрватској. Сједиште јој је у Загребу.
Утемељена је 1950. године. До средине '90-их имала је и монополистички статус у издавању школских уџбеника, који су и данас главна дјелатност ове издавачке куће.